# 一般突击章
一般突击章（德語：Ballonbeobachterabzeichen）是德国在第二次世界大战时期设立的一款奖章，主要頒發給納粹德國陸軍、武装党卫队以及秩序警察人员。1940年6月1日，瓦尔特·冯·布劳希奇将军決定頒發该奖章。

## 授予标准
该勋章最初设计用于颁发给战斗工程师，以及在战斗中支援步兵部队的炮兵、防空和反坦克部队成员。它也可以颁发给在“近战条件下”照顾战场伤员的医务人员。在1942年3月推出坦克摧毁勋章之前，可以授予单枪匹马摧毁坦克或装甲车的将军勋章。
其他决定授予奖章的因素：
- 不符合获得步兵突击徽章的资格
- 在三天内参与三次步兵或装甲部队的袭击；或
- 在三天内参与三次步兵或装甲部队的间接袭击。